# 梧桐乡
梧桐乡，是中华人民共和国浙江省丽水市景宁畲族自治县下辖的一个乡镇级行政单位。

## 行政区划
梧桐乡下辖以下地区：
李庄村、梧桐村、金兰村、林进村、高演村、东源村、王山头村、丘兰村、山前村、角耳湾村和梧桐坑村。